# Przemysław Gurin
Przemysław Gurin (ur. 17 lutego 1975) – polski lekkoatleta, specjalizujący się w skoku o tyczce. Reprezentant AZS AWF Gdańsk.

## Osiągnięcia
Dwukrotny mistrz kraju – raz na stadionie (1999) i raz w hali (1998). 

## Rekordy życiowe
- skok o tyczce (stadion) – 5,45 m (1997)
- skok o tyczce (hala) – 5,50 m (14 lutego 1998, Spała) – 18. wynik w historii polskiej lekkoatletyki[1]